# WISE 0855-0714
WISE 0855-0714 (= WISE J085510.83-071442.5) is een bruine dwerg in het sterrenbeeld Waterslang. Hij werd ontdekt in maart 2013. Hij staat op 7,43 lichtjaar afstand en is daarmee het op drie na dichtstbijzijnde stersysteem en de op zes na dichtstbijzijnde ster. Het is de eerst ontdekte ster waarop het vriest; de temperatuur is tussen -49,15°C en -13,15°C 